# Verin Artashat
Verin Artašat o Verin Artashat (in armeno Վերին Արտաշատ?) è un comune dell'Armenia di 4 462 abitanti (2008) della provincia di Ararat.